# 2025 ve filmu
Toto je seznam filmů, jejichž premiéra je plánována na rok 2025.

## České filmy
- Nikdo mě nemá rád, režie Petr Kazda a Tomáš Weinreb (premiéra: 16. ledna 2025)[1][2]
- Na plech, režie Martin Pohl (premiéra: 23. ledna 2025)
- Zlatovláska, režie Jan Těšitel (premiéra: 23. ledna 2025) [3]
- Bez trenek, režie Lukáš Vokoun (premiéra: 6. února 2025)
- Tichá pošta, režie Ján Sebechlebský (premiéra: 27. února 2025)
- Moře na dvoře, režie Martin Horský (premiéra: 6. března 2025)
- Jak se nám to mohlo stát!?, režie Petr Zahrádka (premiéra: 20. března 2025)
- Vyšehrad ², režie Martin Kopp, Jakub Štáfek (premiéra: 17. dubna 2025)
- Kde končí láska, režie Milan Cieslar (premiéra: 1. května 2025)
- High School Heist, režie Jan Haluza (premiéra: 19. května 2025)
- Krtkův svět, režie Eva Toulová (premiéra: 5. června 2025)
- Raději zešílet v divočině, režie Miro Remo (premiéra: 10. července 2025)[4]
  - Sbormistr, režie Ondřej Provazník (premiéra: 10. července 2025)
- Kouzlo derby, režie Petr Kolečko a Vladimír Skórka (premiéra: 17. července 2025)
- Letní škola, 2001, režie Dužan Duong (premiéra: 24. července 2025)
- Džob, režie Tomáš Vorel (premiéra: 31. července 2025)
- Pod parou, režie Rudolf Biermann (premiéra: 7. srpna 2025)
- Tony má plán, režie Barbora Kočičková (plánovaná premiéra: 21. srpna 2025)
- Srnky, režie Tomáš Svoboda (plánovaná premiéra: 11. září 2025)
- Franz, režie Agnieszka Holland (plánovaná premiéra: 25. září 2025)[5]
- Uzel zla, režie Jan Haluza (plánovaná premiéra: 2. října 2025)
- Něco za něco, režie Matěj Pichler (plánovaná premiéra: 16. října 2025)
- Cukrkandl, režie Pavel Jandourek (plánovaná premiéra: 23. října 2025)
  - Stvůry, režie Jan Těšitel (plánovaná premiéra: 23. října 2025)
- Milion, režie Rudolf Merkner (plánovaná premiéra: 6. listopadu 2025)
- Můry, režie Tomáš Pavlíček a Kateřina Karhánková (plánovaná premiéra: 13. listopadu 2025)
- Na horách, režie Robin Havlík (plánovaná premiéra: 27. listopadu 2025)
  - Thankskilling day, režie Petr Kubík a JC Kovář (plánovaná premiéra: 27. listopadu 2025)
- Deník shopaholičky, režie Eva Toulová (plánovaná premiéra: 11. prosince 2025)
- Máma, režie Jiří Strach (plánovaná premiéra: 2025)
- Neporazitelní, režie Dan Pánek (plánovaná premiéra: 2025)
- Tvář pomsty, režie Petr Hejzlar (plánovaná premiéra: 2025)
- První hvězda, režie Gábi Sittová (plánovaná premiéra: 2025)
- Lucie a Mikuláš z kouzelné čtvrti, režie Otakáro Schmidt a Jana Kristina Studničková (plánovaná premiéra: 2025)
- Nejlepší Vánoce v dějinách světa, režie Šimon Holý (plánovaná premiéra: 2025)
- Tenkrát v Argentině, režie Matěj Preisler (plánovaná premiéra: 2025)
- Partie, režie Tereza Hirsch (plánovaná premiéra: 2025)
- Zablácené boty, režie Patrik Křivánek (plánovaná premiéra: 2025)
- Filman, režie Zdeněk Kovář (plánovaná premiéra: 2025)

## Zahraniční filmy

### Leden
- In the Grey (USA; premiéra: 17. ledna 2025, česká premiéra: 16. ledna 2025)
- Vlčí muž (USA; premiéra: 17. ledna 2025, česká premiéra: 23. ledna 2025)
- Bob Dylan: Úplně neznámý (USA, premiéra: 25. prosince 2024, česká premiéra: 23. ledna 2025)
- Paddington v džungli (USA; premiéra: 1. února 2025, česká premiéra: 30. ledna 2025)

### Únor
- Brutalista (USA; premiéra: 10. prosince 2024, česká premiéra: 6. února 2025)
- Captain America: Nový svět (USA; premiéra: 14. února 2025, česká premiéra: 13. února 2025)
- Bridget Jonesová: Láskou šílená (USA; premiéra: 21. února 2025, česká premiéra: 20. února 2025)
- Dívka jménem Willow (Německo; premiéra: 27. února 2025, česká premiéra: 3. července 2025)

### Březen
- Mickey 17 (USA; premiéra: 7. března 2025, česká premiéra: 6. března 2025)
- Pasáž (USA; premiéra: 14. března 2025, česká premiéra: 13. března 2025)
- Operace Black Bag (USA; premiéra: 14. března 2025, česká premiéra: 3. dubna 2025)
- Sněhurka (USA; premiéra: 21. března 2025, česká premiéra: 20. března 2025)
- V pasti (USA; premiéra: 21. března 2025, česká premiéra: 3. dubna 2025)

### Duben
- Minecraft film (USA; premiéra: 4. dubna 2025, česká premiéra: 3. dubna 2025)
- Panda a já (Francie; premiéra: 9. dubna 2025, česká premiéra: 24. dubna 2025)
- Zabitý večer (USA; premiéra: 11. dubna 2025, česká premiéra: 10. dubna 2025)
- Until Dawn (USA; premiéra: 25. dubna 2025, česká premiéra: 24. dubna 2025)

### Květen
- Thunderbolts* (USA; premiéra: 2. května 2025, česká premiéra: 1. května 2025)
- Nezvratný osud: Pokrevní linie (USA; premiéra: 16. května 2025, česká premiéra: 15. května 2025)
- Mission: Impossible – Poslední zúčtování (USA; premiéra: 23. května 2025, česká premiéra: 22. května 2025)
- Lilo a Stitch (USA; premiéra: 23. května 2025, česká premiéra: 22. května 2025)
- Karate Kid: Legendy (USA; premiéra: 30. května 2025, česká premiéra: 29. května 2025)

### Červen
- Balerína (USA; premiéra: 6. června 2025, česká premiéra: 5. června 2025)[6]
- Dokonalá shoda (USA; premiéra: 13. června 2025, česká premiéra: 14. srpna 2025)
- 28 let poté (USA; premiéra: 20. června 2025, česká premiéra: 19. června 2025)
- Bacha na družičku! (USA; premiéra: 20. června 2025, česká premiéra: 3. července 2025)
- M3GAN 2.0 (USA; premiéra: 26. června 2025)
- F1 (USA; premiéra: 27. června 2025, česká premiéra: 26. června 2025)
- Sorry, Baby (USA; premiéra: 27. června 2025, česká premiéra: 7. srpna 2025)

### Červenec
- Jurský svět: Znovuzrození (USA; premiéra: 2. července 2025, česká premiéra: 3. července 2025)
- Superman (USA; premiéra: 11. července 2025, česká premiéra: 10. července 2025)
- Fantastická 4: První kroky (USA; premiéra: 25. července 2025, česká premiéra: 24. července 2025)
- Zlouni 2 (USA; premiéra: 1. srpna 2025, česká premiéra: 31. července 2025)
- Duchoň (Slovensko; premiéra: 31. července 2025, česká premiéra: 7. srpna 2025)

### Srpen
- Mezi námi děvčaty 2 (USA; premiéra: 8. srpna 2025, česká premiéra: 7. srpna 2025)
- Bláznivá střela (USA; premiéra: 1. srpna 2025, česká premiéra: 14. srpna 2025)
- Hodina zmizení (USA; premiéra: 8. srpna 2025, česká premiéra: 7. srpna 2025)
- Nikdo 2 (USA; premiéra: 15. srpna 2025, plánovaná česká premiéra: 21. srpna 2025)

### Září
- V zajetí démonů 4: Poslední pomazání (USA; plánovaná premiéra: 4. září 2025)
- Him (USA; plánovaná premiéra: 18. září 2025)

### Říjen
- Michael (USA; plánovaná premiéra: 3. října 2025)
- TR3N: Ares (USA; plánovaná premiéra: 10. října 2025)
- Černý telefon 2 (USA; plánovaná premiéra: 17. října 2025)

### Listopad
- Čarodějka: Druhá část (USA; plánovaná premiéra: 26. listopadu 2025, plánovaná česká premiéra: 27. listopadu 2025)
- Zootropolis: Město zvířat 2 (USA; plánovaná premiéra: 26. listopadu 2025, plánovaná česká premiéra: 27. listopadu 2025)

### Prosinec
- Pět nocí u Freddyho 2 (USA; plánovaná premiéra: 3. prosince 2025, plánovaná česká premiéra: 2. prosince 2025)
- Avatar: Fire and Ash (USA; plánovaná premiéra: 19. prosince 2025, plánovaná česká premiéra: 18. prosince 2025)